# Dani Neumann
Danielle (Dani) Neumann (Luxemburg-Stad, 1966) is een Luxemburgs graficus, kunstschilder en tekenaar.

## Leven en werk
Neumann schildert, tekent en maakt houtsnedes, ze maakt zowel figuratief als abstract werk. Neumann neemt sinds 1998 deel aan exposities, solo exposeerde ze onder andere bij Galerie Dominique Lang (1999) in Dudelange, Galerie Walfer (2006) in Luxemburg-Stad en de Galerie communale de Herperange (2023). Ze is lid van de kunstenaarsvereniging Cercle Artistique de Luxembourg (CAL) en ontving voor haar werk op de Salons du CAL de Prix Pierre Werner (2006) en de Prix Grand-Duc Adolphe (2009).

## Enkele werken
- 2007 Illustraties voor Die alte Waschmaschine, een kort verhaal van Rafael Springer.

## Onderscheidingen
- 2006 Prix Pierre Werner
- 2009 Premier Prix, Biennale d'Art Contemporain Strassen
- 2009 Prix Grand-Duc Adolphe
- 2019 Prix du Jury, Biennale d'Art Contemporain Strassen